# Candaco
Candaco ou Candac (em latim: Candacus) foi um nobre esciro do século V. Com o colapso do Império Huno de Átila (r. 434–453), Candaco liderou grupos de esciros, sadagários e alanos à Cítia Menor e Mésia Inferior, onde assentou-se. Ali, foi assessorado por Amute (em latim: Alanoviiamuth), avô do historiador Jordanes. Teve irmã de nome incerto que casou-se com o ostrogodo Andagis, com quem gerou Guntigis.